# Бембі (фільм, 2013)
«Бембі» (фр. Bambi) — французький документальний фільм 2013 року, який поставив режисер Себастьєн Ліфшиц. Стрічка є кінематографічним портретом Марі-П'єра Пруво, транссексуальної жінки алжирського походження, яка з 17-річного віку в 1950-1960-х роках мала довгу і видатну кар'єру як танцюрист і танцюристка в кабаре Парижа під псевдонімом Бембі, перш ніж стати професором університету.
Фільм отримав Премію «Тедді» на 63-му Берлінському міжнародному кінофестивалі за найкращий документальний фільм.

## Визнання
| Нагороди та номінації фільму «Бембі» | Нагороди та номінації фільму «Бембі»              | Нагороди та номінації фільму «Бембі»                 | Нагороди та номінації фільму «Бембі» | Нагороди та номінації фільму «Бембі» | Нагороди та номінації фільму «Бембі» |
| Рік                                  | Кінофестиваль/кінопремія                          | Категорія/нагорода                                   | Номінант                             | Результат                            | Результат                            |
| ------------------------------------ | ------------------------------------------------- | ---------------------------------------------------- | ------------------------------------ | ------------------------------------ | ------------------------------------ |
| 2013                                 | 63-й Берлінський міжнародний кінофестиваль        | Найкращий                                            | Бембі                                | Перемога                             |                                      |
| 2013                                 | Премія «Сезар»                                    | Найкращий короткометражний фільм                     | Бембі                                | Номінація                            |                                      |
| 1900                                 | Міжнародний фестиваль незалежного кіно в Лісабоні | Приз глядацьких симпатій за найкращий художній фільм | Бембі                                | Перемога                             |                                      |